# Los Toldos (Salta)
Los Toldos es una localidad situada en el departamento Santa Victoria en el extremo noroeste de la provincia de Salta, Argentina, entre montañas y valles, en la frontera internacional con el Estado Plurinacional de Bolivia. Es por esta razón además que la cultura del pueblo concluye en una mezcla entre la cultura chapaca y la salteña, siendo aun más notorio en las personas en las personas mayores que aun conservan la manera de vestirse e incluso del sur Boliviano. 
Se halla en el borde oeste de las selvas de las Yungas, al norte de la provincia de Salta. En el punto exacto donde los bosques empiezan a fundirse con los pastizales prepuneños, surge como una aparición el pueblo, a 1600 m s. n. m. Está dentro del perímetro de la reserva de biosfera de las Yungas.
Se trata de una villa que se encuentra enmarcada entre las pintorescas serranías, hacia el oeste la de los cerros Bravo y San José, y al este, la serranía de los cerros Astilleros, Paraguay y Vallecito, una portada elevada hacia las frondosas selvas yungueñas.

## Toponimia
El nombre de Los Toldos se debe a que posee un cielo generalmente cubierto de nubes, al estar impedidas éstas de moverse por el cordón oeste de montañas, formando un "entoldado". 

## Población
Contaba con 2320 habitantes (Indec, 2010), lo que representa un incremento del 11,9 % frente a los 2043 habitantes (Indec, 2001) del censo anterior.

## Economía
Ganadería vacuna, ovina, maíz, porotos, maní

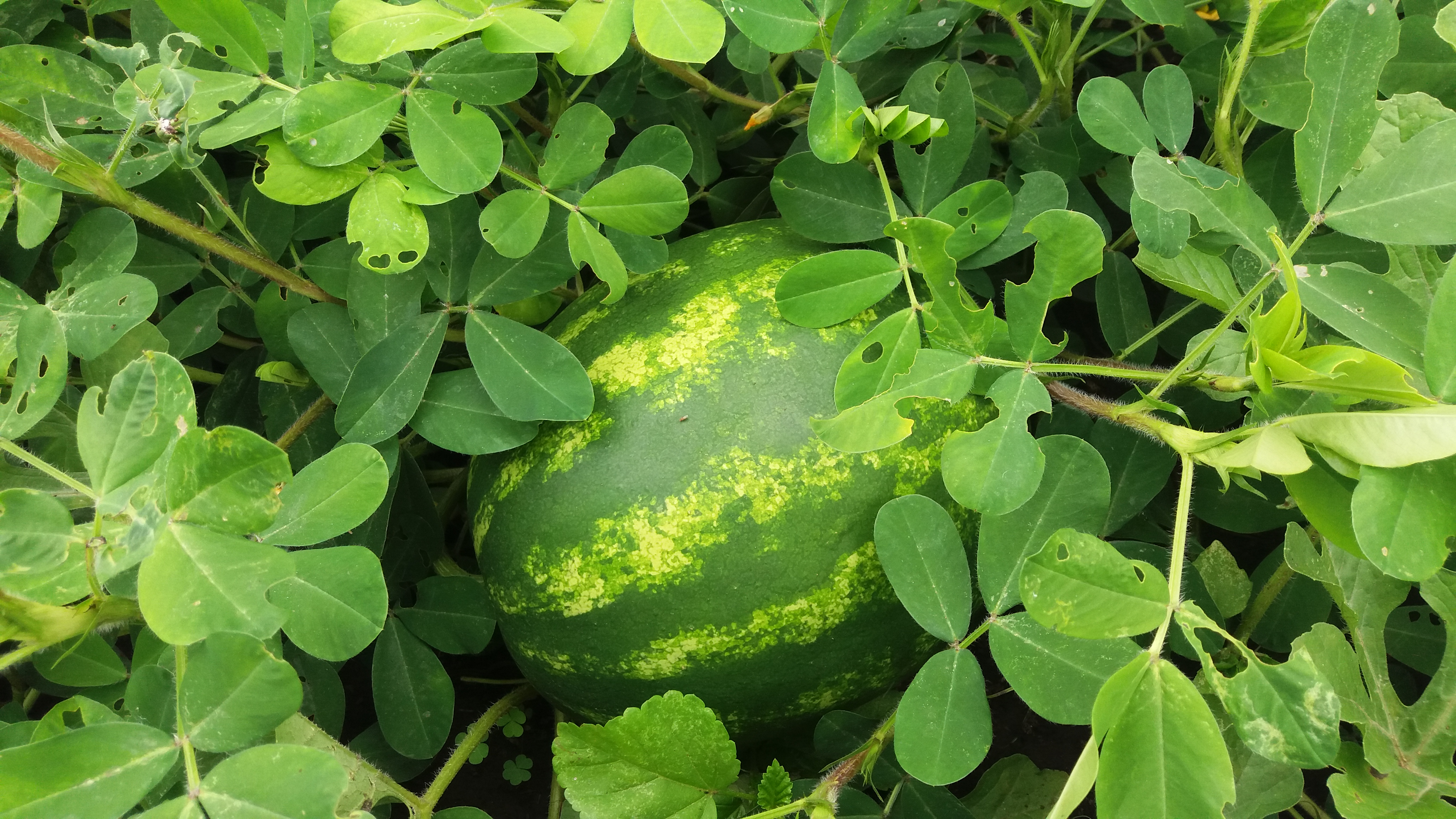
Sandía y maní.

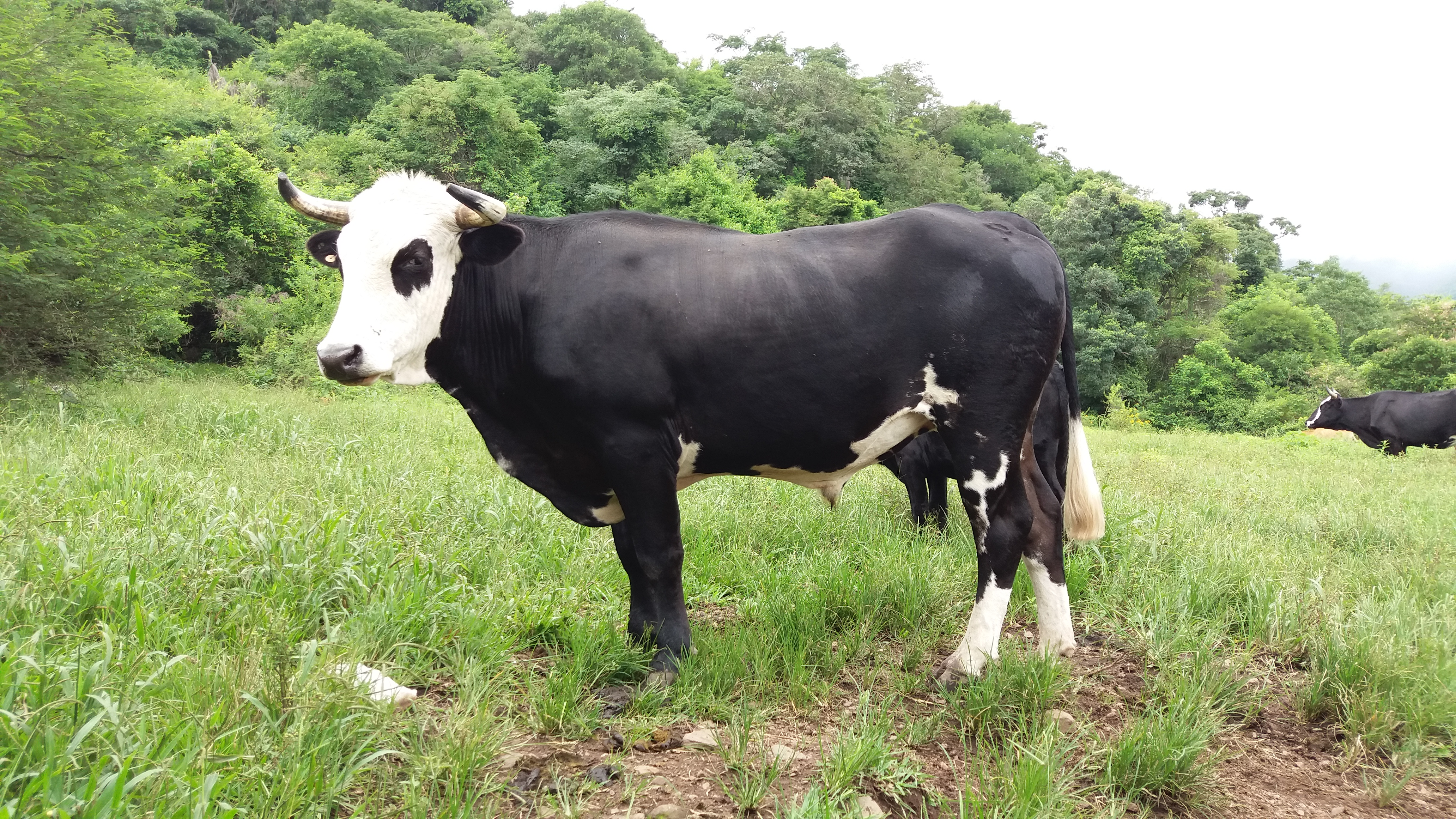
Ganado vacuno.

## Historia

### Los Toldos Precolombino
Anteriormente de la llegada de los españoles, la región estaba habitada por pueblos originarios tales como los Chiriguanos y Mataguayos pertenecientes a la etnia guaraní que dejaron una notable huella de su pasado, un legado patrimonial en elementos de cerámica, obras talladas en piedra y edificaciones, además de topónimos como "Baritú"  "Piracuzú". Los Chiriguanos permanecieron en la zona y posteriormente siguieron resistiendo a los ataques españoles hasta comienzos del 1800. 

### Colonial
En este período Los Toldos fue la frontera sur (del Valle de Tarixa ya colonizado) con los chiriguanos y se caracterizó por estar provisto de altos y grandes pastizales aptos para la ganadería. Hacia fines del siglo XVIII el área de Los Toldos fue unida con la hacienda del Baritú, formando una misma propiedad adjunta a don Francisco Gutiérrez Del Dozal, un ciudadano importante y acaudalado que formó parte del gobierno provisional del cabildo de Tarija, el mismo personaje que casi fue enviado a la Junta Grande en 1811 de las Provincias Unidas del Río de la Plata como representante de Tarija. Con el tiempo el antiguo latifundio irá fraccionándose por ventas reales y transmisiones onerosas de Derechos de propiedad de sus sucesores a nuevos titulares. Coincidentemente a fines del siglo XVIII y hasta la segunda mitad del XIX, Los Toldos se fue poblando poco a poco, entre familias mestizas, otras españolas y también indias.

### SigloXX
Con el Tratado de límites definitivos "Carrillo Diez de Medina" celebrado entre Argentina y Bolivia el 9 de julio de 1925, aprobado por el congreso de la República Argentina Ley N° 12.399 , el 11 de octubre de 1938, Los Toldos deja de pertenecer al Estado Boliviano y es anexado a la República Argentina.
Durante las Décadas del 1960 1970 y 1980 Los Toldos sufrió la mayor explotación maderera nunca antes vista desde el norte del actual municipio hasta el sur inclusive el Parque nacional Baritú, sus efectos provocaron daños irreversibles en la flora silvestre. La empresa encargada de la ejecución de la actividad será la misma que mutará hasta denominarse Argencampo S.A. en 1976.

## Clima
El Clima es tropical Serrano. En verano las precipitaciones son abundantes que sobrepasan los 1300 mm anuales, en cuanto a las temperaturas máximas promedian los 24.4 °C en el mes de diciembre y las temperaturas media de 5,2 °C en el invierno. 
| Parámetros climáticos promedio de Los Toldos, Salta (1981-1992) | Parámetros climáticos promedio de Los Toldos, Salta (1981-1992) | Parámetros climáticos promedio de Los Toldos, Salta (1981-1992) | Parámetros climáticos promedio de Los Toldos, Salta (1981-1992) | Parámetros climáticos promedio de Los Toldos, Salta (1981-1992) | Parámetros climáticos promedio de Los Toldos, Salta (1981-1992) | Parámetros climáticos promedio de Los Toldos, Salta (1981-1992) | Parámetros climáticos promedio de Los Toldos, Salta (1981-1992) | Parámetros climáticos promedio de Los Toldos, Salta (1981-1992) | Parámetros climáticos promedio de Los Toldos, Salta (1981-1992) | Parámetros climáticos promedio de Los Toldos, Salta (1981-1992) | Parámetros climáticos promedio de Los Toldos, Salta (1981-1992) | Parámetros climáticos promedio de Los Toldos, Salta (1981-1992) | Parámetros climáticos promedio de Los Toldos, Salta (1981-1992) |
| Mes                                                             | Ene.                                                            | Feb.                                                            | Mar.                                                            | Abr.                                                            | May.                                                            | Jun.                                                            | Jul.                                                            | Ago.                                                            | Sep.                                                            | Oct.                                                            | Nov.                                                            | Dic.                                                            | Anual                                                           |
| --------------------------------------------------------------- | --------------------------------------------------------------- | --------------------------------------------------------------- | --------------------------------------------------------------- | --------------------------------------------------------------- | --------------------------------------------------------------- | --------------------------------------------------------------- | --------------------------------------------------------------- | --------------------------------------------------------------- | --------------------------------------------------------------- | --------------------------------------------------------------- | --------------------------------------------------------------- | --------------------------------------------------------------- | --------------------------------------------------------------- |
| Temp. máx. abs. (°C)                                            | 30.6                                                            | 30.2                                                            | 30.4                                                            | 30.6                                                            | 33.0                                                            | 33.2                                                            | 34.7                                                            | 35.4                                                            | 35.6                                                            | 36.0                                                            | 38.5                                                            | 31.5                                                            | 38.5                                                            |
| Temp. máx. media (°C)                                           | 24.4                                                            | 23.9                                                            | 23.1                                                            | 20.9                                                            | 18.7                                                            | 18.7                                                            | 18.6                                                            | 20.4                                                            | 20.6                                                            | 23.3                                                            | 23.8                                                            | 24.6                                                            | 21.8                                                            |
| Temp. media (°C)                                                | 16.4                                                            | 15.9                                                            | 15.8                                                            | 14.0                                                            | 9.7                                                             | 6.8                                                             | 5.2                                                             | 7.3                                                             | 8.6                                                             | 12.3                                                            | 14.3                                                            | 16.2                                                            | 11.9                                                            |
| Temp. mín. media (°C)                                           | 14.4                                                            | 13.9                                                            | 13.5                                                            | 10.6                                                            | 5.4                                                             | 2.5                                                             | 1.6                                                             | 3.4                                                             | 5.6                                                             | 9.3                                                             | 11.9                                                            | 13.9                                                            | 8.8                                                             |
| Temp. mín. abs. (°C)                                            | 6.1                                                             | 7.2                                                             | 0.4                                                             | 2.0                                                             | 0.6                                                             | 1.7                                                             | 1.6                                                             | 3.0                                                             | 4.8                                                             | 5.5                                                             | 2.1                                                             | 6.8                                                             | -7.7                                                            |
| Precipitación total (mm)                                        | 277.5                                                           | 261.5                                                           | 198.8                                                           | 69.9                                                            | 16.5                                                            | 6.7                                                             | 5.6                                                             | 7.6                                                             | 16.3                                                            | 70.7                                                            | 130.1                                                           | 247.1                                                           | 1308.3                                                          |
| Humedad relativa (%)                                            | 86                                                              | 85                                                              | 87                                                              | 88                                                              | 86                                                              | 81                                                              | 78                                                              | 77                                                              | 77                                                              | 79                                                              | 82                                                              | 87                                                              | 82                                                              |
| Fuente: Instituto Nacional de Tecnología Agropecuaria           |                                                                 |                                                                 |                                                                 |                                                                 |                                                                 |                                                                 |                                                                 |                                                                 |                                                                 |                                                                 |                                                                 |                                                                 |                                                                 |

## Revolución de Abril
La revolución de abril fue una serie de acontecimientos (cabildos abiertos, manifestaciones, marchas) ocurridos en las jornadas del 4,11,12 y 17 de abril de 2012 en la localidad de Los Toldos, Salta, producidos por los pobladores "autoconvocados" en contra de la expropiación de sus tierras, que tuvieron como consecuencia el quedar sin efecto el proyecto de Ley de expropiación de tierras de Los Toldos anteriormente aprobada (con media sanción) por la cámara de diputados de la provincia de Salta, de manera unánime.
Nace a partir de que los terrenos en disputa fueron incorrectamente embargados por el BCRA, ya que las parcelas corresponden a los titulares del lugar, debido a una ejecución de hipoteca que arrastra la compañía Argencampo S.A, la misma que avanzó los límites originales y legítimos -con una maniobra fraudulenta- de sus posiciones al norte lo extendió hasta el Río Condado cuando verdaderamente limita con la propiedad de Deidamia Ruiz del Castillo (en las orillas del Río Arazay) y alterando su límite oeste que son las propiedades de los Ruices y Juan Manuel Coca por el Río Bermejo abarcando en la jurisdicción de los toldos 70 mil hectáreas  en juego que no le pertenecen, poniéndolas en garantía de hipoteca a cambio de un crédito concedido por el Banco Rural Argentino de 5 millones de pesos en 1975 que fue cobrado por la firma pero no devuelto a su acreedor anteriormente nombrado. Es un complejo proceso judicial, que llegó hasta la Corte Suprema de la Nación. 

### Causas

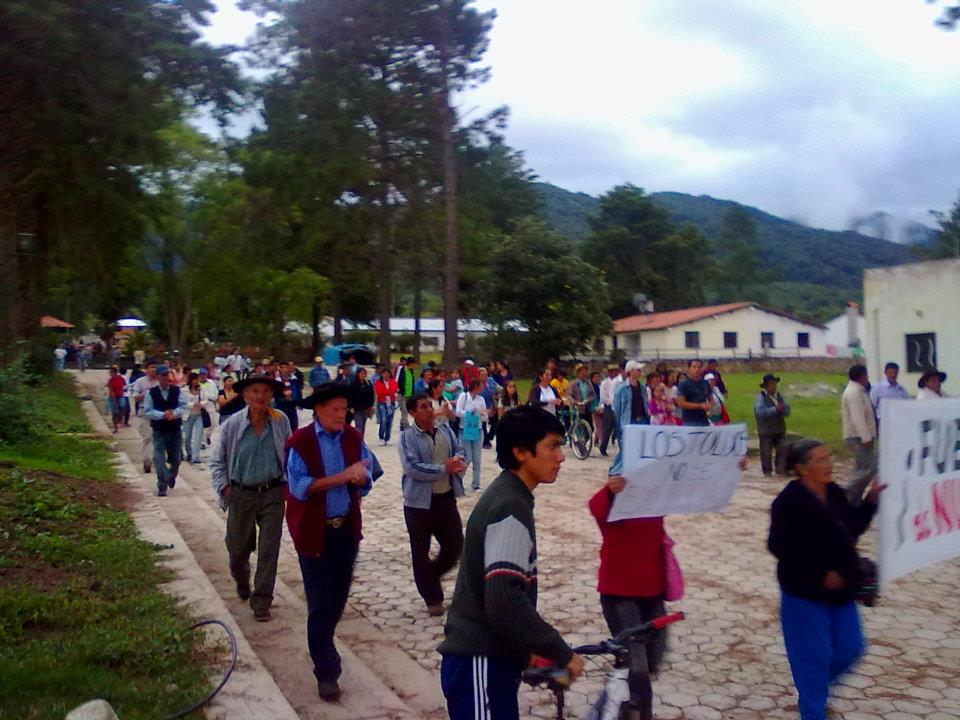
2.º cabildo abierto y Marcha del 11 de abril de 2012

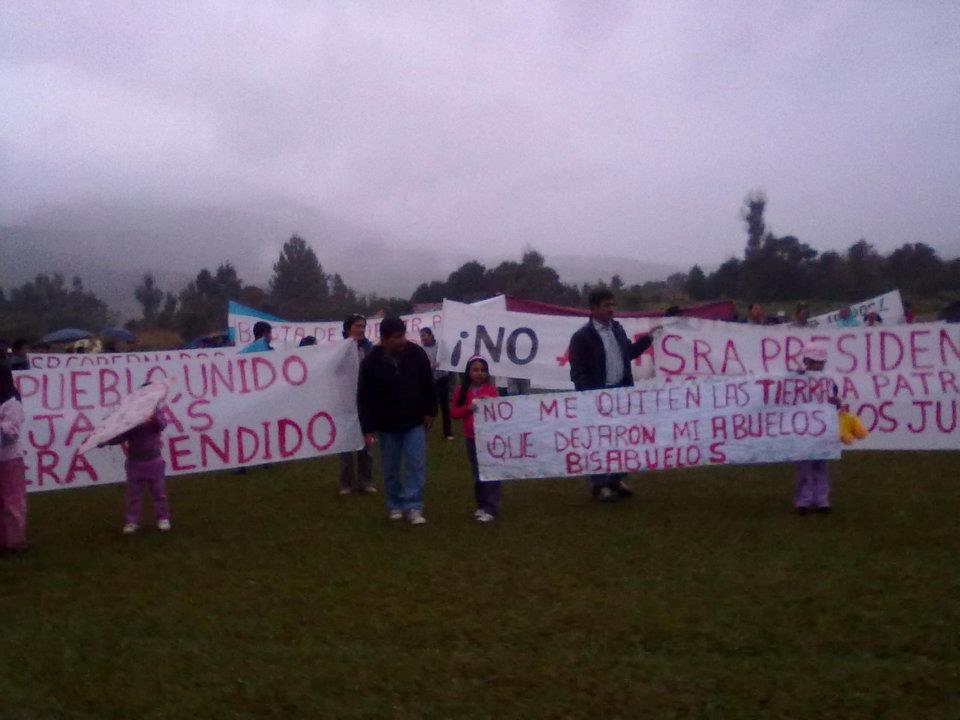
el 17 de abril el pueblo protesta en contra las represalias de las autoridades locales hacia el pueblo

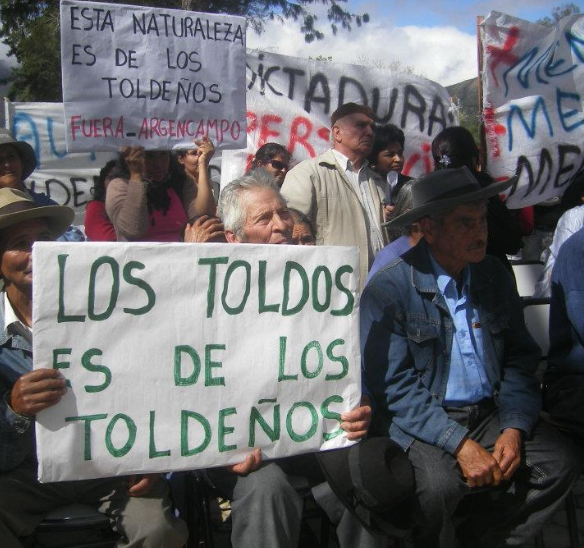
15 de mayo el fiscal Padrós y el diputado Calabró piden disculpas por la ley de expropiación

El 11 de diciembre de 2011 los autoconvocados se reúnen a las 17:00 en el domicilio de la señora Delia Acosta para ver como proceder ante este proyecto de ley con media sanción, deciden formar una comisión. como respuesta al no aceptarlo, porque efectivamente perjudicaba a todos los propietarios de la localidad y más aún a los intereses institucionales de la misma.
Como consecuencia de esta reunión el grupo decide enviar sus representantes a la cámara de diputados y senadores de la provincia para que detengan el proyecto de Ley solucionando la situación de incertidumbre de los ciudadanos toldeños. 

El 15 de diciembre los representantes entre ellos Gonzalo Ruiz, Daniel Burgos, Eustaquio Quiroga, Cayetano Cruz, Oscar Ruiz liderados por el miembro de la comisión Rodolfo Burgos llegan a las puertas de la cámara de diputados en la ciudad de Salta, a las 14:00 los autoconvocados ingresan al recinto, son recibidos por el presidente de la cámara de diputados impulsor de la ley de expropiación Santiago Godoy con quien no fue nada tolerante con los representantes, se torna así una discusión entre Burgos (representante toldeño) y Godoy, este último fundamenta su proyecto de Ley diciéndole a Burgos que el pueblo de Los Toldos, sería expropiado a la firma Argencampo y luego la provincia se encargaría de regalar y distribuir por el poder ejecutivo únicamente los sitios de casa destinados exclusivamente a vivienda para cada familia, que debía ser pagado con posterioridad por los supuestos "beneficiados", siendo que los inmuebles que conforman el pueblo de Los Toldos no pertenecen a la compañía Argencampo S.A y si pertenecen a los habitantes. Burgos responde irónico lo siguiente:
"¿Cómo me vas a regalar lo que es mío?" 
A finalizar la discusión los diputados se dieron cuenta de lo que habían votado el pasado 29 de noviembre estaba en contra del pueblo, y que fueron engañados por el presidente de la cámara, pero Godoy no aceptó su "error" .
Los autoconvocados salieron de las instalaciones y se dirigieron hasta la fiscalía general de la provincia para encontrarse con el Fiscal de Estado Ramiro Simón Padrós, conociendo la situación, reconoció la equivocación, tranquilizando a los primeros, que volvieron a los toldos para realizar las manifestaciones pacíficas y cabildos abiertos con el eslogan ¡NO A LA EXPROPIACIÓN!

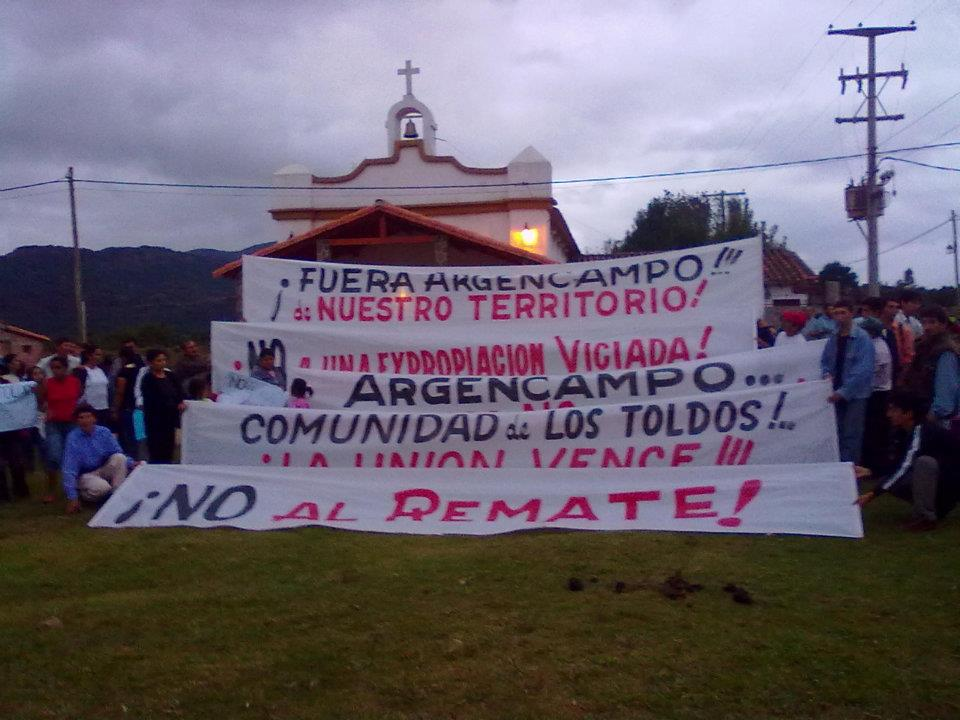
vecinos manifestando contra la media sanción del proyecto de ley

## Organizaciones no gubernamentales (ONG)
La primera ONG de la localidad fue la Fundación Los Toldos "Uniendo esfuerzos" creada el 11 de octubre de 2007, que hasta la fecha trabaja en conjunto con la Secretaría de Medio Ambiente y Recursos Naturales.
ayudando a los pobladores en el desarrollo de las actividades agropecuarias con relación al futuro y a la proliferación de herramientas y maquinaria, apostando al forestación, forraje y mejoramiento de crías de ganado vacuno y fortaleciendo los lazos de hermandad entre los habitantes de los toldos y sus alrededores.

## Como llegar a Los Toldos (Salta)

Puente internacional Condado (Arg) - Mamora (Bol).

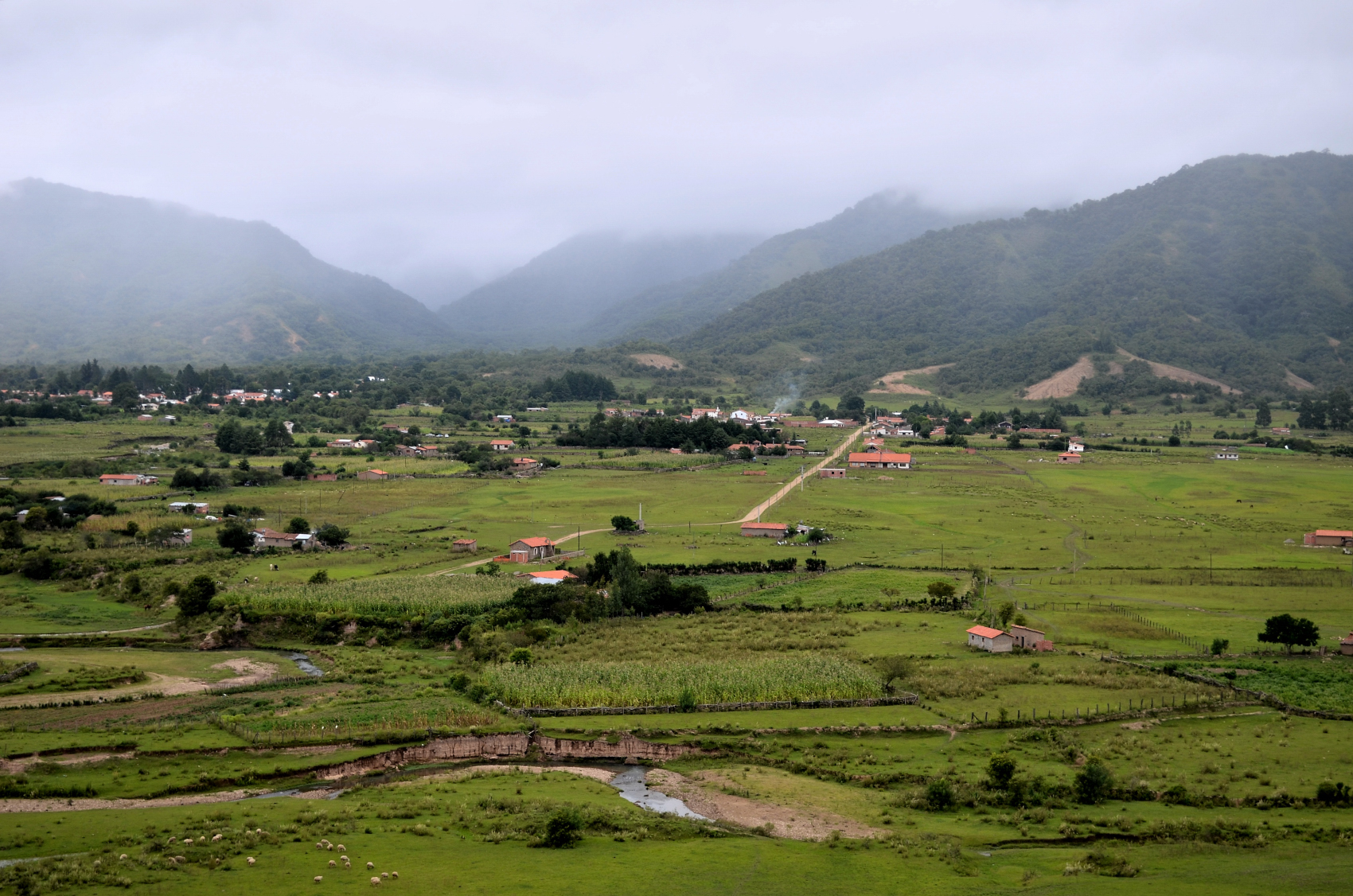
Localidad de Los Toldos.

Se arriba por vía terrestre; el viajero llega primero a la ciudad de San Ramón de la Nueva Orán, y desde allí, por la RN 50, hasta la localidad de Aguas Blancas, en la frontera con el Estado Plurinacional de Bolivia. 
Desde ese punto, y después de efectuar los trámites aduaneros y migratorios, se recorren 110 km por territorio extranjero, hasta el puente internacional que une a Bolivia con Argentina, un espectacular tramo es el de la Ruta Panamericana que une las ciudades de Bermejo y Tarija, en territorio boliviano.
Desde La Mamora (Bolivia)  se vuelve a ingresar a la Argentina, hasta el paraje El Condado. Para ello hay que cruzar el nacimiento del río Bermejo.
Desde El Condado, se transitan 15 km faldeando un pintoresco camino de montaña que lo elevará hasta el Abra de Toldos, donde nace el gran valle de altura de Los Toldos. 
Otra forma de arribar es por vía aérea, contratando los servicios que se ofrecen en la ciudad de San Ramón de la Nueva Orán. 
Por ser país limítrofe, sólo se necesitan documentos personales y los de su vehículo en regla. Recuerde que, indefectiblemente, debe transitar por territorio de la República de Bolivia, no precisando ninguna documentación internacional. 
Recientemente se habilitó una nueva ruta por territorio argentino que conecta la localidad de Los Toldos con Departamento de Santa Victoria Oeste, por la Ruta Provincial N.º 7.
Las últimas estaciones de servicio que expenden combustibles de fabricación argentina se hallan en la ciudad de San Ramón de la Nueva Orán. 

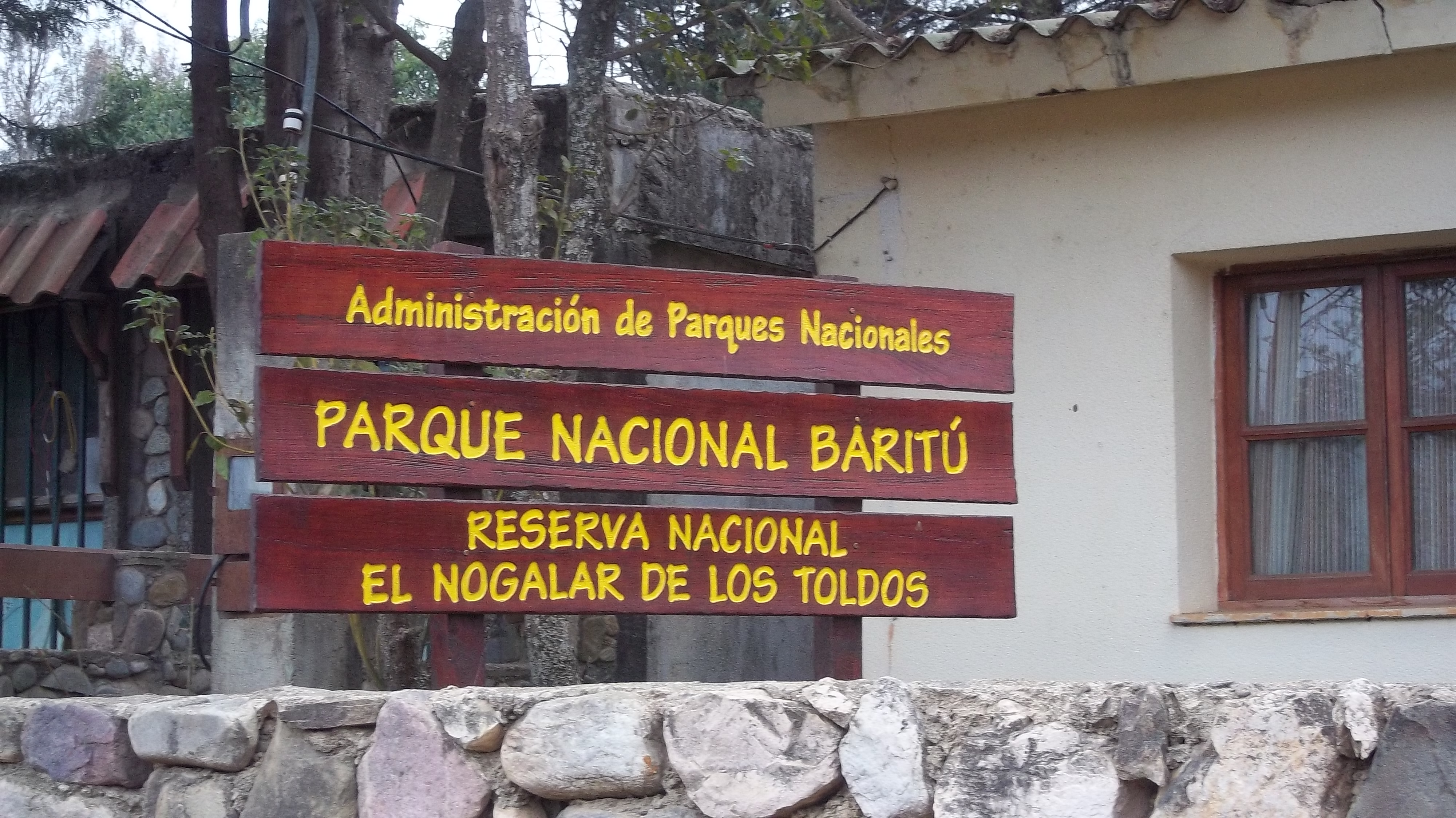
APN- Los Toldos

Si desea visitar el parque nacional Baritú o la reserva nacional el Nogalar, acérquese a la oficina de informes de APN que se encuentra en Los Toldos, para registrarse y recabar información.

## Santo Patrono
- San Pedro, en la Parroquia homónima; se celebra el 29 de junio con fiesta patronal. Es un festejo muy recomendable para los turistas por el toque de cultura y tradición que resalta en dichas celebraciones.

El 28 a la noche se brinda un festival de folklore.
El 29 a la mañana un desfile cívico de todas las Instituciones de la zona, Cooperativas, Club de Madres, indígenas, club deportivos, grupo de monteadores, etc.
En el año 2018 se cumplieron 100 años de la aparición del santo patrono.

## Parroquias de la Iglesia católica en Los Toldos
| Diócesis  | Nueva Orán        |
| --------- | ----------------- |
| Parroquia | San Pedro Apóstol |